# 최두선
최두선(崔斗善, 1894년 11월 1일~1974년 9월 9일)은 대한민국의 정치인이다. 대한민국 제8대 국무총리를 지냈다. 본관은 동주. 호(號)는 각천(覺泉)이다. 육당 최남선의 제남이다.

## 생애
휘문의숙을 졸업하였다. 이후 일본으로 유학, 1917년 와세다 대학교 철학과에서 학사 학위 취득하였다. 1918년 김성수를 알게 되어 그가 운영하던 중앙학원의 학감으로 초빙되었다. 1919년에는 송진우 등이 피체되면서 중앙학교의 학교장직을 맡아보게 되었다.
1920년 6월 16일 경성부 명월관에서 열린 조선체육회발기인회에 발기인의 한 사람으로 참여하였다.
1922년부터 독일로 건너가 독일 마부르크 대학교, 예나 대학교, 베를린 대학교 등에서 수학했다. 1932년 보성전문학교 이사회 상무이사에 취임했다.
광복후 교육계를 떠나 경성방직주식회사 사장, 1947년 동아일보사 사장에 선임되었다. 동아일보사 사장 재직 중 유엔총회에 한국대표의 한 사람으로 파견되었다. 1946년에는 김구, 김성수, 조소앙 등의 신탁통치 반대 운동, 미소 공위 반대운동에 적극 동참하였다.
그 뒤 형 최남선 등이 일제 강점기 후반 친일행위를 했다고 비판, 매도되었으나 다행히도 그는 형 최남선에게 연좌되지는 않았다. 또한 그에 대한 부당한 비판을 우려한 김성수, 송진우 등이 그를 각별히 신경쓰고 배려하였다.
1947년 1월 26일 경교장에서 열린 반탁독립투쟁회 결성에 참여하고 반탁투쟁회 지도위원의 한사람으로 선출되었다.
1948년 3월 미 군정청 군정장관 딘 소장으로부터 5·10 총선거를 관리하기 위한 중앙선거위원회 위원에 임명되었다.
1955년 김성수가 사망하자 신익희, 함태영 등과 함께 그의 국민장 장의위원으로 활동했다. 김성수의 사망 직후 인촌 김성수 기념사업회의 창립 발기인의 한 사람이 되었다. 1960년 인천비행장으로 환국하는 조병옥의 시신을 맞이하기도 했다.
1963년 고려대학교로부터 명예철학박사 학위를 받았다. 1968년에는 모교인 일본 와세다 대학교에서 명예철학박사 학위를 받았다.
본래는 1963년 출범한 박정희 정권에 부정적이었으나 박정희의 포용정책으로 국무총리에 지명되어 박정희 정권의 첫 국무총리를 지냈다. 이후 민정이양 후의 민심의 수습에 노력하다가 야당의 대일 굴욕외교 반대 등으로 6개월만에 사퇴했다. 그러나 야당 대열에 동참하기를 거부하고 교육, 집필, 강연활동에 전념하였다.
1971년 대한적십자사 총재가 되었다. 같은 해 적십자사 총재로서 이산가족 상봉을 건의하여 성사시켰고, 북측의 적십자사를 설득하여 1972년의 남북적십자회담을 이끌어 냈다.

## 학력
- 경성 휘문고등보통학교 졸업
- 일본 와세다 대학교 철학과 학사
- 독일 마르부르크 대학교 대학원 독어독문학과 문학석사
- 독일 예나 대학교 대학원 철학과 철학석사
- 독일 베를린 대학교 대학원 철학과 철학박사

### 명예 박사 학위
- 1963년 고려대학교 명예 철학박사
- 1968년 일본 와세다 대학교 명예 철학박사

## 상훈
- 청조소성훈장
- 국민훈장 무궁화장

## 같이 보기
- 최남선
- 김성수